# اريك ريد
اريك ريد (بالإنجليزية: Eric Reed)‏ (7 ديسمبر 1983 بناشوا في الولايات المتحدة - ) هو لاعب كرة قدم أمريكي في مركز حراسة المرمى. لعب مع California Victory ‏ ونادي شمال كارولاينا وCharlotte Eagles ‏ وSouthern California Eagles ‏ وCleveland City Stars ‏ وUtica City FC ‏.

## وصلات خارجية
- اريك ريد على موقع قاعدة بيانات كرة القدم.إي يو (الإنجليزية)